# Eparquía de Bratislava
La eparquía de Bratislava (en latín: Eparchia Bratislavien(sis) ritus byzantini y en eslovaco: Bratislavská eparchia) es una circunscripción eclesiástica greco-católica eslovaca de la Iglesia católica en Eslovaquia, sufragánea de la archieparquía de Prešov. La eparquía tiene al obispo Peter Rusnák como su ordinario desde el 30 de enero de 2008. 
En el Anuario Pontificio la Santa Sede usa el nombre Bratislava per i cattolici di rito bizantino.

## Territorio y organización
La eparquía extiende su jurisdicción sobre los fieles católicos de rito bizantino greco-católico eslovaco residentes en las regiones de Bratislava, Trnava, Nitra, Trenčín, Žilina y Banská Bystrica.
La sede de la eparquía se encuentra en la ciudad de Bratislava, en donde se halla la Catedral de la Exaltación de la Santa Cruz.
En 2020 en la eparquía existían 15 parroquias agrupadas en 4 protopresbiterados (equivalentes a los decanatos de las diócesis latinas): Bratislava, Banská Bystrica, Nitra y Žilina.
- Protopresbyteriát Bratislava – Trnava
  - Catedral de la Exaltación de la Santa Cruz (Povýšenia sv. Kríža), en Bratislava-Staré Mesto (desde 1872)
  - Parroquia del Beato Vasily Hopek (Farnosť blahoslaveného Vasiľa Hopka). En la iglesia de la Sagrada Familia (Kostole Svätej rodiny), en Bratislava-Petržalka (creada el 1 de julio de 2009)
  - Parroquia del Santo Apóstol y Evangelista Lucas (Farnosť sv. apoštola a evanjelistu Lukáša). En la iglesia latina de Santa Elena (sv. Heleny), en Trnava (creada el 15 de enero de 2008)
- Protopresbyteriát Banská Bystrica
  - Ascensión del Señor (Nanebovstúpenia Pána), en Šumiac (desde 1777)
  - Parroquia del Beato Hieromonje Peter Paul Gojdič OSBM (Farnosť blahoslaveného hieromučeníka Petra Pavla Gojdiča OSBM). En la iglesia latina de Santa Elisa (sv. Alžbety), en Banská Bystrica (creada el 18 de mayo de 2003)
  - En el templo mariano latino de los escolapios (Mariánskom chráme Piaristov), en Brezno (creada en 2003)
  - Santísima Trinidad (Najsvätejšej Trojice), en Telgárt (desde 1794)
  - En la capilla del castillo Zvolen (kaplnke na Zvolenskom) y en la capilla de la iglesia latina de Santa Elisa (sv. Alžbety), en Zvolen (creada en 2003)
- Protopresbyteriát Nitra – Trenčín
  - En la iglesia latina Santa Ana (sv. Anny), en Komárno (creada en 2008)
  - En la iglesia latina de San Esteban Rey (sv. Štefana kráľa), en Nitra (creada en 1997)
  - En la iglesia latina Asunción de la Virgen María (sv. Anny) y en el cementerio principal, en Trenčín (creada en 2008)
- Protopresbyteriát Žilina
  - Nacimiento de la Santa Madre de Dios (Narodenia Presvätej Bohorodičky), en Žilina (desde 1999)
  - Capilla de San Nicolás (Kaplnka sv. Mikuláša), en Liptovský Mikuláš (creada en 2008)
  - Iglesia de Todos los Santos (Chrám Všetkých svätých), en Martin (creada en 2004)

## Historia
La eparquía fue creada el 30 de enero de 2008 con la bula Complures saeculorum del papa Benedicto XVI, separando territorio de la eparquía de Prešov, que a su vez fue elevada al rango de archieparquía metropolitana.

Complures saeculorum decursu in Ecclesia communitates exstiterunt quae multiplices variasque prae se exhibuerunt formas, quas legitimas Nos tueri volumus, ut floridiorem statum per proprium ritum illae consequantur. Nunc de fidelibus ritus Byzantini in Slovachia commorantibus cogitamus. Itaque, postquam de hac re Congregationis pro Ecclesiis Orientalibus Praefectus rettulit, iudicavimus opportunum ibidem novam Eparchiam condere. Quapropter Apostolica Nostra de auctoritate, quodam territorio a iurisdictione Episcopi Prešoviensis detracto, id est in decanatibus nempe Bratislaviensi, Nitriensi, Neosoliensi et Ziliniensi, novam Eparchiam pro fidelibus ritus Byzantini constituimus Bratislaviensem appellandam, cunctis factis propriis iuribus et obligationibus. Quam quidem Eparchiam Ecclesiae Metropolitanae Prešoviensi suffraganeam facimus, eparchialem insuper sedem in urbe Bratislaviae locantes atque Cathedralem sedem in sacra aede Laudationis Sanctae Crucis ponentes. Ad haec tandem perficienda consuetudines iuraque congrua serventur et quae Codice Canonum Ecclesialium Orientalium praecipiuntur. De eodem praeterea absoluto negotio sueta documenta exarentur et ad memoratam Congregationem mittantur. Hanc demum Apostolicam Constitutionem nunc et in posterum ratam esse volumus, quibusvis rebus minime officientibus.

## Estadísticas
De acuerdo al Anuario Pontificio 2021 la eparquía tenía a fines de 2020 un total de 17 516 fieles bautizados.
| Año                                                                             | Población            | Población | Población      | Sacerdotes | Sacerdotes    | Sacerdotes    | Bautizados por sacerdote | Diáconos permanentes | Religiosos | Religiosos | Parroquias |
| Año                                                                             | Bautizados católicos | Total     | % de católicos | Total      | Clero secular | Clero regular | Bautizados por sacerdote | Diáconos permanentes | Varones    | Mujeres    | Parroquias |
| ------------------------------------------------------------------------------- | -------------------- | --------- | -------------- | ---------- | ------------- | ------------- | ------------------------ | -------------------- | ---------- | ---------- | ---------- |
| 2009                                                                            | 20 000               | ?         | ?              | 22         | 20            | 2             | 909                      |                      | 2          | 2          | 15         |
| 2012                                                                            | 14 941               | ?         | ?              | 20         | 17            | 3             | 747                      |                      | 3          |            | 15         |
| 2015                                                                            | 16 986               | ?         | ?              | 19         | 18            | 1             | 894                      |                      | 1          |            | 15         |
| 2018                                                                            | 17 234               |           |                | 21         | 20            | 1             | 820                      |                      | 1          |            | 15         |
| 2020                                                                            | 17 516               |           |                | 21         | 21            |               | 834                      | 1                    |            |            | 15         |
| Fuente: Catholic-Hierarchy, que a su vez toma los datos del Anuario Pontificio. |                      |           |                |            |               |               |                          |                      |            |            |            |

## Episcopologio
- Peter Rusnák, desde el 30 de enero de 2008